# Parov Stelar
Marcus Füreder (nascido a 27 de novembro de 1974 em Linz, Áustria), mais conhecido pelo seu nome artístico Parov Stelar, é um músico, produtor e DJ austríaco. O seu estilo musical baseia-se numa combinação de jazz, House music, electro e breakbeat. É conhecido como sendo um dos pioneiros do electro swing.

## Biografia
Marcus Füreder começou a atuar como DJ em clubes noturnos durante a segunda metade da década de 1990. Começou a produzir e a editar música em 2000. Tendo publicado os seus primeiros maxi singles pela Bushido (ainda usando o seu nome verdadeiro e o nome artístico 'Plasma'), Füreder fundou a  editora discográfica Etage Noir Recordings em 2003. Um ano depois, agora já sob a designação de Parov Stelar, o EP Kiss Kiss foi imediatamente acolhido pela influente estação de rádio austríaca FM4. Kiss Kiss, seguido pouco depois pelo LP Rough Cuts, deram-lhe visibilidade na cena  musical eletrónica internacional.
Parov Stelar esteve entre os primeiros a produzir electronic swing na Europa. Com o seu álbum Shine, a BBC indicou-o como um dos mais promissores produtores em atividade na Europa. A sua abordagem específica à produção musical, combinada com um reconhecido sentido de estética sonora conduziu-o a uma reação positiva tanto por parte das audiências quanto dos seus colegas a nível mundial, dando-lhe a reputação de fundador de um novo género: o electro swing.
Em novembro de 2005 Parov Stelar teve a sua primeira aparição em palco com um grupo musical ao vivo. Isto foi o pontapé inicial de uma série de concertos em várias cidades europeias e levou a solicitações para festivais como o de Glastonbury, Eurockéennes, Rock Werchter, Solidays e o Zurich Open Air bem como espetáculos em Istambul e Cidade do México. A composição do grupo varia desde o Parov Stelar Trio até ao conjunto completo da Parov Stelar Band composta por Parov Stelar (Programação), Cleo Panther (Vocais), Marc Osterer (trompete), Sebastian Grimus (saxofone), Willie Larsson Jr. (bateria) e Michael Wittner (baixo).
Venceu três prémios musicais Amadeus (Áustria) em 2013 (Melhor projeto ao vivo, melhor projeto eletrónico, Melhor álbum), um em 2012 (melhor projeto Eletrónico), um em 2014 (Melhor projeto ao vivo) e um em 2015 (melhor projeto electrónico). Parov Stelar fez remixes de temas de Lana Del Rey, Bryan Ferry e Lady Gaga. Publicou seis álbuns, mais do que vinte EPs e vendeu mais de 250 000 álbuns de forma independente. A peça "Booty Swing" atingiu posições de topo nas tabelado iTunes dos Estados Unidos e Canadá. "Booty Swing" faz sampling de uma canção de 1938, de Lil Hardin Armstrong, chamada "Oriental Swing".
As suas peças musicais têm sido utilizadas em centenas de compilações por todo o mundo, bem como em programas de televisão, séries, filmes e spots publicitários que aumentaram o seu reconhecimento internacional. Os videoclips com a sua música contam com mais de 100 milhões de visualizações. Uma atuação do bailarino canadiano a viver na Austrália, com o nome "takeSomeCrime", a partir da música Catgroove, teve mais de 25 milhões de visualizações no YouTube.

## Discografia

### Álbuns
| Ano  | Álbum                                  | Detalhes                                                                            | Posição nas tabelas | Posição nas tabelas | Posição nas tabelas | Posição nas tabelas | Posição nas tabelas | Posição nas tabelas |
| Ano  | Álbum                                  | Detalhes                                                                            | AUT                 | FRA                 | GER                 | GRE                 | NLD                 | SWI                 |
| ---- | -------------------------------------- | ----------------------------------------------------------------------------------- | ------------------- | ------------------- | ------------------- | ------------------- | ------------------- | ------------------- |
| 2001 | Shadow Kingdom                         | 2×12" Vinyl & CD, Bushido Recordings, as Plasma                                     | —                   | —                   | —                   | —                   | —                   | —                   |
| 2004 | Rough Cuts                             | CD, Etage Noir Recordings                                                           | —                   | —                   | —                   | —                   | —                   | —                   |
| 2005 | Seven and Storm                        | CD, Etage Noir Recordings                                                           | —                   | —                   | —                   | —                   | —                   | —                   |
| 2007 | Shine                                  | CD, Etage Noir Recordings                                                           | —                   | —                   | —                   | —                   | —                   | —                   |
| 2008 | Daylight                               | CD, Rambling Records                                                                | —                   | —                   | —                   | —                   | —                   | —                   |
| 2009 | That Swing – Best Of                   | CD, Etage Noir Recordings                                                           | —                   | —                   | —                   | 7                   | —                   | —                   |
| 2009 | Coco                                   | CD, Etage Noir Recordings                                                           | 65                  | —                   | —                   | 10                  | —                   | —                   |
| 2010 | The Paris Swing Box                    | CD, Etage Noir Recordings                                                           | —                   | —                   | —                   | —                   | —                   | —                   |
| 2010 | Le Piaf                                | CD, Etage Noir Recordings                                                           | —                   | —                   | —                   | —                   | —                   | —                   |
| 2012 | The Princess                           | CD, Etage Noir Recordings                                                           | 4                   | —                   | 35                  | 8                   | 86                  | 9                   |
| 2013 | The Invisible Girl (Parov Stelar Trio) | CD, Etage Noir Recordings                                                           | 18                  | —                   | —                   | 4                   | —                   | 40                  |
| 2013 | The Art of Sampling                    | 2 CDs, 2 LPs, CD, DD Etage Noir Recordings, Island Records, Universal Music Germany | 6                   | 117                 | 35                  | —                   | —                   | 27                  |
| 2015 | The Demon Diaries                      | CD, Etage Noir Recordings                                                           | 1                   | 93                  | 8                   | 1                   | —                   | 9                   |
| 2016 | Live @ Pukkelpop                       | CD, Etage Noir Recordings                                                           | 9                   | —                   | 89                  | —                   | —                   | 64                  |
| 2017 | The Burning Spider                     |                                                                                     |                     |                     |                     |                     |                     |                     |
| 2020 | Voodoo Sonic                           |                                                                                     |                     |                     |                     |                     |                     |                     |

### EPs
- 2001: Shadow Kingdom EP (12" Vinil, Bushido Recordings, como Plasma)
- 2002: Lo Tech Trash (12" Vinil, Bushido Recordings, como Marcus Füreder)
- 2004: KissKiss (12" Vinil, Etage Noir Recordings)
- 2004: Move On! (12" Vinil, Etage Noir Recordings)
- 2004: Wanna Get (12" Vinil, Etage Noir Recordings)
- 2004: Primavera (12" Vinil, Auris Recordings)
- 2005: Music I Believe In (12" Vinil, ~Temp Records, as Marcus Füreder)
- 2005: A Night in Torino (12" Vinil, Etage Noir Recordings)
- 2005: Spygame (12" Vinil, Etage Noir Recordings)
- 2006: Parov Stelar EP (12" Vinil, Big Sur)
- 2006: Charleston Butterfly (12" Vinil, Etage Noir Recordings)
- 2007: Jet Set EP (12" Vinil, Etage Noir Special)
- 2007: Sugar (12" Vinil, Etage Noir Recordings)
- 2008: The Flame of Fame (12" Vinil, Etage Noir Recordings)
- 2008: Libella Swing (12" Vinil, Etage Noir Recordings)
- 2009: Coco EP (12" Vinil, Etage Noir Recordings)
- 2010: The Phantom EP (12" Vinil, Etage Noir Recordings)
- 2010: The Paris Swingbox EP (Etage Noir Recordings)
- 2011: La Fête EP (12" Vinil, Etage Noir Recordings)
- 2012: Jimmy's Gang EP (Etage Noir Recordings)
- 2014: Clap Your Hands (Etage Noir Recordings)

### Singles
| Ano  | Single                                | Melhor posição nas tabelas | Melhor posição nas tabelas | Melhor posição nas tabelas | Melhor posição nas tabelas | Álbum / EP      |
| Ano  | Single                                | AUT                        | FR                         | GER                        | SWI                        | Álbum / EP      |
| ---- | ------------------------------------- | -------------------------- | -------------------------- | -------------------------- | -------------------------- | --------------- |
| 2010 | "The Phantom"                         | 69                         | —                          | —                          | —                          | The Phantom EP  |
| 2012 | "Jimmy's Gang"                        | 43                         | —                          | —                          | —                          | Jimmy's Gang EP |
| 2012 | "Nobody's Fool" (feat. Cleo Panther)  | 60                         | —                          | —                          | —                          |                 |
| 2013 | "Keep on Dancing" (feat. Marvin Gaye) | 45                         | —                          | —                          | —                          |                 |
| 2014 | "All Night"                           | 42                         | 57                         | 35                         | 57                         |                 |
| 2014 | "Clap Your Hands"                     | 52                         | —                          | —                          | —                          | Clap Your Hands |
| 2014 | "The Sun" (feat. Graham Candy)        | 31                         | 110                        | —                          | —                          | The Sun EP      |
| 2015 | "Hooked on You" (feat. Timothy Auld)  | 126                        | —                          | —                          | —                          |                 |

Outros singles
- 2000: "Synthetica/Stompin' Ground" (12" Vinil, Bushido Recordings, como Marcus Füreder)
- 2001: "Guerrilla" (12" Vinil, Bushido Recordings, as Marcus Füreder)
- 2004: "Get Up on Your Feet" (12" Vinil, Sunshine Enterprises)
- 2005: "Faith" (Maxi-CD, Etage Noir Recordings)
- 2007: "Rock For/Love" (12" Vinil, Etage Noir Recordings)
- 2007: "Shine" (Maxi-CD, Etage Noir Recordings)
- 2013: "The Mojo Radio Gang"

## Uso na cultura popular
A sua música "All Night" foi utilizada num anúncio televisivo do perfume  Lady Million, Eau My Gold de Paco Rabanne.
O político português Paulo Portas é um confesso admirador do trabalho de Parov Stelar, tendo apresentado esta sua preferência numa entrevista com Judite de Sousa, em 2011, dizendo que considerava o músico excelente, apesar de ter confundido a nacionalidade do mesmo (dizendo que julgava que era russo) e tivesse trocado a peça musical "Love" pela "A Night in Torino".